# Abbaye de Frauenberg (Fulda)
L’abbaye de Frauenberg (en latin: Conventus Beatae Mariae Virginis in monte Fuldensis) est une abbaye franciscaine et anciennement bénédictine, sur la colline du même nom à Fulda. Dans le monastère se trouvait le supérieur provincial de la Province franciscaine de Thuringe, qui en 2010 avec les quatre autres provinces formait la Province franciscaine allemande.

## Histoire
En 744, Sturmius vient à Fulda pour construire l'abbaye de Fulda au nom de son maître Boniface de Mayence. Ce dernier le suit un peu plus tard pour évaluer lui-même les progrès de l'entreprise de construction. Boniface se retire sur une montagne au nord du chantier afin de trouver la paix loin du bruit de la construction et de prier et étudier. Il célèbre aussi occasionnellement des messes sur la colline, pendant lesquelles il consacre un autel dans l'église en bois.
Après la mort de Boniface en 754, on conserve sa mémoire sur le sommet. C'est pourquoi elle s'appelle d'abord Bischofsberg. L'abbé Ratgar (802-817) fait reconstruire l'église sur le Bischofsberg, l'église en bois menaçant de se détériorer. La nouvelle église est un bâtiment en pierre massif, que l'archevêque de Mayence Richulf place sous le patronage de Notre-Dame en 809 à la demande de Ratgar. Elle sert pour la pastorale des personnes vivant autour d'elle. Pour cette raison, Ratgar fait construire un bâtiment supplémentaire dans lequel les prêtres peuvent vivre. Au départ, les prêtres sont des moines de l'abbaye. Vers 817, ils sont remplacés par l'abbé Ratgar par des chanoines séculiers. L'église du Bischofsberg reste l'église paroissiale de Fulda jusque vers 1049, date à laquelle l'église paroissiale de la ville reprend cette fonction.
Les bénédictins s'installent dans le monastère et l'église. Le Bischofsberg est un bureau de prévôt de l'abbaye de Fulda, qui existe jusqu'à ce que l'abbaye de Fulda soit dissoute en 1802. Puisque l'église est subordonnée au patronage de Marie et qu'elle devient au cours des XIe siècle et XIIe siècle un monument à Marie, les sources utilisent de plus en plus le nom de «Mons s. Mariae ", donc "Marienberg "ou la "Berg Unserer lieben Frau". Elle devient populairement connue sous le nom de Frauenberg, comme on l'appelle encore aujourd'hui.
L'abbé Rugger II (1176-1177) fait rénover l'église pendant son mandat, car le bureau du prévôt lui-même n'a pas beaucoup de biens. Puisque l'approvisionnement en eau sur la montagne est un gros problème, l'abbé Heinrich von Hohenberg (1315–1353) construit un puits de tirage qui est toujours là aujourd'hui. La première dévastation a lieu sur le Frauenberg quand Heinrich est du côté du pape Jean XXII opposé à Louis III de Bavière. Les troupes royales incendient le Frauenberg en 1327. En échange, le Pape fait don de la paroisse de Salzschlirf au prévôt de Frauenberg.
Une fois les dégâts réparés, le Frauenberg est à nouveau incendié par des citoyens rebelles en 1331 parce que l'abbé Heinrich s'y cache. Mais Heinrich peut réprimer le soulèvement, reconstruire le Frauenberg et le faire fortifier. Après ces temps orageux, le calme revient pendant 200 ans. A Pâques 1525, le soulèvement paysan détruit tous les objets du monastère et de l'église. Les moines bénédictins fuient la montagne. Le landgrave Philippe de Hesse vient à la rescousse. Cependant, il ne reste que des ruines et les bénédictins ne reviennent pas.
Frauenberg reste en jachère pendant cinquante ans avant que l'abbé Balthasar von Dernbach ne fasse reconstruire le sanctuaire marial. En raison de son exil, tout ne peut pas être achevé. Le prince-abbé Friedrich von Schwalbach (1606–1622) s'occupe du reste des travaux de construction. Comme il n'y a aucune preuve d'une foire paroissiale pendant cette période, on peut supposer que l'ancienne église de Ratgar est reconstruite. Selon la tradition du Frauenberg, l'évêque auxiliaire de Mayence Christoph Weber (1616–1633), qui réside à Erfurt, ne consacre que les autels. Après la reconstruction des bâtiments du Frauenberg, le prince-abbé Friedrich veut rendre le monastère à un ordre religieux.
Afin de ramener la population à la foi catholique après les troubles de la Réforme, on contacte le supérieur provincial de la Province franciscaine de Cologne. En 1618, une demande est faite d'envoyer des frères à Fulda pour la pastorale et de s'y installer. Le supérieur provincial donne son approbation. Reste maintenant la question de savoir où loger les frères, puisque l'ancien monastère franciscain, construit en 1246 derrière l'église paroissiale, fut donné aux jésuites. Les franciscains viennent pour la première fois à Fulda en 1237 . Ils doivent quitter la ville vers 1550 à la suite de la Réforme.
Le 12 février 1620, deux frères franciscains de Cologne emménagent dans l'église Saint-Sever de Fulda, qui a un petit appartement attenant pour les frères. Cependant, la recherche d'un emplacement convenable pour un couvent se poursuit. Le prince-abbé Friedrich rejette la suggestion selon laquelle les franciscains devraient être chez eux sur le Frauenberg. Mais après sa mort en 1622, son successeur, le prince-abbé Johann Bernhard Schenk zu Schweinsberg remet cérémonieusement le Frauenberg aux franciscains en mars 1623. Trois prêtres, deux frères et un laïc déménagent au Frauenberg.
Le certificat de bail du Frauenberg n'est délivré qu'en janvier 1626. Il y a deux restrictions sérieuses sur les frères franciscains dans cette charte. La première restriction est que les franciscains doivent quitter la montagne si les bénédictins doivent se réinstaller à Fulda ou si le prince-abbé a besoin de la montagne pour autre chose. Cependant, il est admis que dans ce cas, la ville trouverait un autre lieu de séjour pour les franciscains. La deuxième restriction est l'inaliénabilité du Frauenberg. L'église et le monastère de Frauenberg appartiennent encore officiellement au siège épiscopal. En dehors de ces restrictions, les franciscains veulent un logement en ville car ils doivent faire face à quelques difficultés sur le Frauenberg. Mais toutes les lettres aux différents princes-abbés échouent et les frères restent sur le Frauenberg.
Pendant la guerre de Trente Ans, Fulda et le Frauenberg sont également occupés, pillés et dévastés en 1631. Les franciscains sont expulsés en 1633 et le Frauenberg devient la propriété du gouvernement de Hesse. En 1634, cependant, le territoire est regagné et les franciscains reviennent au Frauenberg et appartiennent désormais à la province de Thuringe.
Entre 1737 et 1757, les franciscains font des travaux de rénovation de l'abbaye et de l'église. Cependant, une grande partie du bâtiment est détruit par un incendie en 1757. Les frères reconstruisent tout, bien qu'ils n'aient pas la garantie que le Frauenberg leur reste. Les frères font une grande partie du travail eux-mêmes, car les architectes, les charpentiers, les sculpteurs et d'autres sont parmi eux. Néanmoins, il y a encore d'immenses coûts financés par des dons. Tout se termine à la fin du XVIIIe siècle. Mais dès 1802, les franciscains rencontrent d'autres problèmes. Comme Frédéric-Auguste de Nassau-Usingen ferme les abbayes bénédictines et capucines l'une après l'autre, la localisation de l'abbaye de Frauenberg devient incertaine mais demeure.
L'union du landgraviat de Hesse-Cassel avec la Prusse apporte des améliorations, puisque la constitution prussienne respecte l'indépendance de l'Église catholique. Cela permet à l'abbaye de Frauenberg de s'agrandir. Mais le Kulturkampf en Prusse ruine la reprise. En mai 1875, la loi sur l'ordre est votée, elle stipule que tous les ordres qui ne fournissent pas de soins infirmiers sont expulsés du sol prussien. Le 20 octobre, les frères quittent la montagne sous la surveillance de la police. L'église et le monastère sont fermés. Quatre ans plus tard, l'État prussien offre à la ville de Fulda l'achat de Frauenberg pour 20 000 marks, la ville accepte. Les portes de l'église et du monastère rouvrent aussitôt et en 1884, les quatre premiers frères franciscains retournent au monastère. Mais ce n'est qu'en 1887 qu'ils sont autorisés à vivre à nouveau en tant que communauté religieuse dans l'abbaye.
En 1940, l'abbaye est de nouveau confisquée. Les frères doivent partir et ne sont pas autorisés à emporter quoi que ce soit, sauf des vêtements. La seule concession est que l'église et la sacristie ne soient pas confisquées. Les frères peuvent y placer des figures de saints et des objets d'art. Les frères quittent l'abbaye de Frauenberg en décembre 1940 et reçoivent l'ordre de quitter la province de Hesse-Nassau. En janvier et février 1941, l'école du Sicherheitsdienst  s'installe au monastère, mais en 1942, elle déménage à Prague. L'imprimerie est transférée au Reichssicherheitshauptamt à Berlin. Par la suite, les locaux, outre l'église, la sacristie et la bibliothèque, sont loués à l'administration de l'hôpital de Fulda. Lors des bombardements sur Fulda en septembre 1944, le Frauenberg est épargné.
Les Américains sont à Fulda à Pâques 1945 et l'hôpital est fermé en juin. L'abbaye de Frauenberg est à nouveau vie, on lui redonne ses anciens droits. Les franciscains reviennent. Le nombre de frères augmente et le monastère devient un lieu de formation pour la province de l'ordre. Mais dans les années 1960, le nombre de jeunes frères diminue et la situation change. Dans les années 1970, les problèmes s'aggravent. En 1973-1974, l'église est rénovée, la bibliothèque reconstruite et un poste pour personnes âgées et malades est en place.
De 1999 à 2004, le monastère est entièrement rénové. Il est adapté aux besoins des quelques franciscains restants, car les pièces du monastère sont devenues trop grandes. On décide de construire une maison d'hôtes dans le monastère. Dans les années 2010, huit frères vivent dans l'abbaye de Frauenberg. Ils mènent essentiellement des activités pastorales.
En 2016, la province franciscaine allemande conclut une étroite coopération avec «antonius - Netzwerk Mensch», qui a l'intention de mettre en place un projet de logement inclusif pour les personnes handicapées et non handicapées dans les bâtiments du monastère et de poursuivre la maison d'hôtes.

## Église

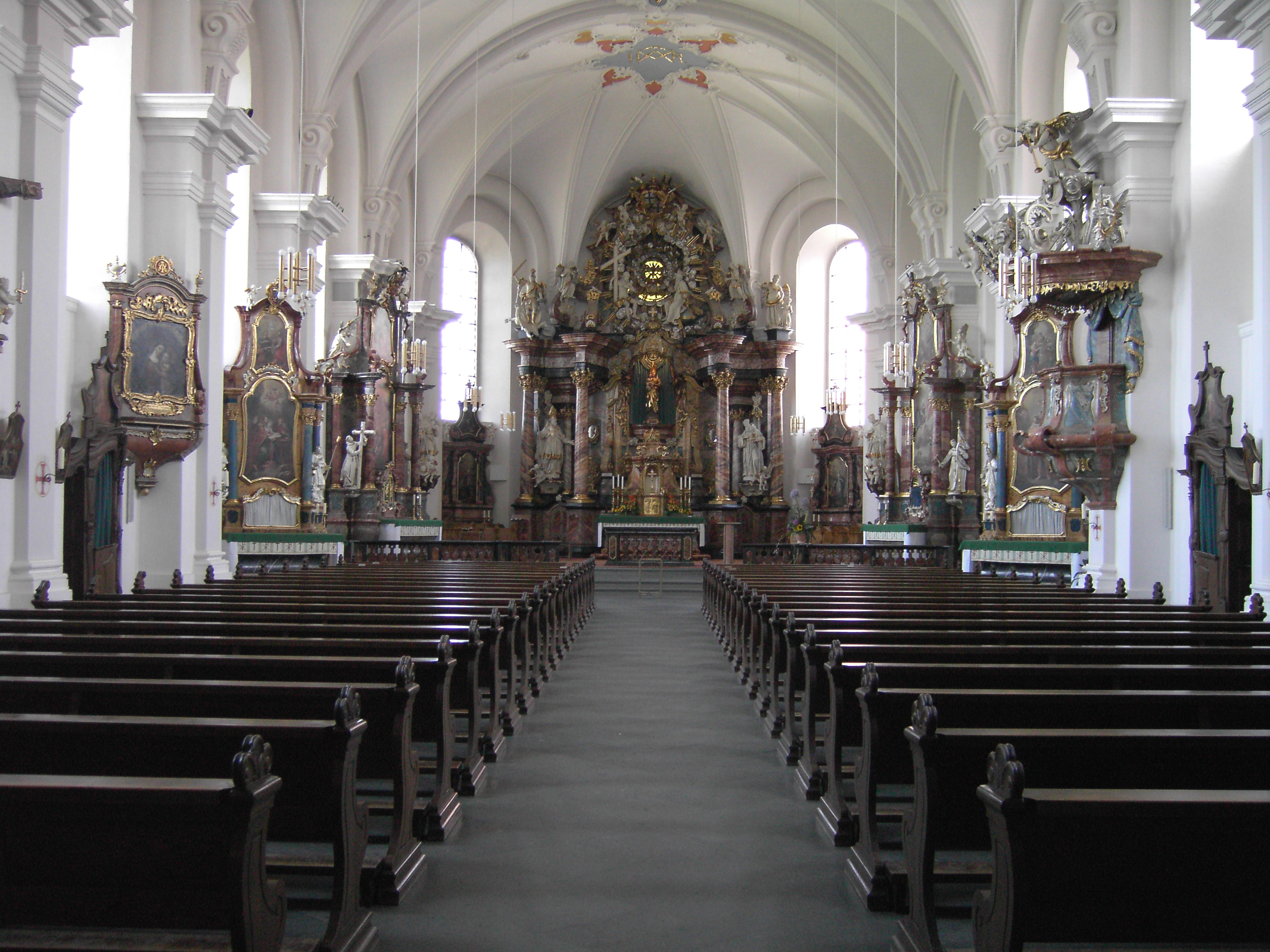
Intérieur de l'église abbatiale

L'église abbatiale dans sa forme actuelle est reconstruite dans le style baroque tardif après l'incendie de 1757 de 1758 à 1763. Les franciscains ont des architectes et des constructeurs, ce qui leur permet de concevoir leur église selon leurs idées. Le frère Cornelius Schmitt est l'architecte et le maître d'œuvre du site de l'église abbatiale sur le Frauenberg. Il conçoit les plans de l'église et de ses six autels latéraux. Il est soutenu par le frère Hyazinth Wiegand, qui construit le maître-autel. Les personnages sont conçus par le frère Wenzelaus Marx. Les tableaux à l'intérieur de l'église et sur les autels sont du peintre de la cour Johann Andreas Herrlein. La consécration de l'église a lieu le 10 juillet 1763 par l'évêque auxiliaire de Fulda Konstantin Schütz von Holzhausen.
L'église abbatiale mesure environ 50 mètres de long et 16 m de large et possède une salle à nef unique. L'orgue se situe à l'étage supérieur, la galerie, au-dessus de l'entrée. Au sommet se trouve le maître-autel, qui remplit tout le mur. Au centre se trouve la statue de Notre-Dame, qui survit à l'incendie de 1757. Il y a un total de six autels latéraux supplémentaires sur les murs extérieurs de l'intérieur. L'église a également une chaire sur la paroi latérale. Il y a aussi six confessionnaux dans l'église abbatiale pour la pastorale et le don du sacrement de pénitence. Il y a aussi des peintures sur les murs avec les 14 Stations de la Croix. Quatre personnages sont attachés aux murs en souvenir de leurs frères martyrs. Lors de la rénovation de l'abbaye de Frauenberg entre 1999 et 2004, une chapelle confessionnelle est attachée au bâtiment de l'église.